# Cieśnina Dease
     Nunavut
     Northwest Territories

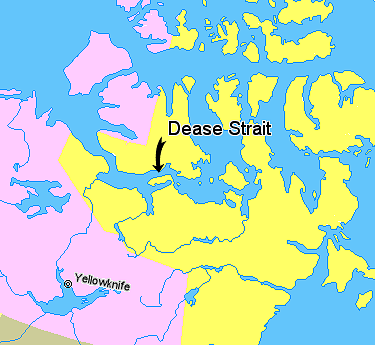
Dease Strait, Nunavut, Canada.
Nunavut
Northwest Territories

Cieśnina Dease - cieśnina u północnych wybrzeży Kanady, między Wyspą Wiktorii, a półwyspem Kent. Jej długość wynosi 209 km, a szerokość 19–48 km. Łączy zatoki: Coronation i Królowej Maud. Nad cieśniną, przy jej wschodnim końcu, położony jest przysiółek Cambridge Bay.
Cieśnina została nazwana od nazwiska odkrywcy Petera Warrena Dease, który odkrył ją w 1838 roku podczas wyprawy z Thomasem Simpsonem.